# Edgar Bain
Edgar Collins Bain (Marion, 14 settembre 1891 – Edgeworth, 27 novembre 1971) è stato un chimico statunitense.
Metallurgo, lavorò a lungo per la United States Steel di Pittsburgh. Negli anni venti scoprì insieme a Davenport la bainite eseguendo per la prima volta importanti esperimenti termici sugli acciai ottenendo anche le note "Curve di Bain". 